# James Vincent Cleary
Pour les articles homonymes, voir Cleary.
James Vincent Cleary, né le 18 septembre 1828 en Irlande et décédé le 24 février 1898, était un prélat canadien de l'Église catholique. Il a été l'archevêque de l'archidiocèse de Kingston en Ontario de 1880 à 1898.